# Беррокаль-де-Уебра
Беррокаль-де-Уебра (ісп. Berrocal de Huebra) — муніципалітет в Іспанії, у складі автономної спільноти Кастилія-і-Леон, у провінції Саламанка. Населення — 80 осіб (2010).
Муніципалітет розташований на відстані близько 200 км на захід від Мадрида, 39 км на південний захід від Саламанки.
На території муніципалітету розташовані такі населені пункти: (дані про населення за 2010 рік)
- Беррокаль-де-Уебра: 50 осіб
- Кока-де-Уебра: 9 осіб
- Кокілья-де-Уебра: 7 осіб
- Домінго-Сеньйор: 14 осіб
- Гальїнеро-де-Уебра: 0 осіб
- Торре-де-Велайос: 0 осіб
- Вільяр-дель-Профета: 0 осіб

## Демографія
Динаміка населення (INE ):

## Зовнішні посилання
- Провінційна рада Саламанки: індекс муніципалітетів [Архівовано 23 квітня 2009 у Wayback Machine.]
- Посилання на Google Maps